# Anomala femoralis
Anomala femoralis är en skalbaggsart som beskrevs av Olivier 1789. Anomala femoralis ingår i släktet Anomala och familjen Rutelidae. Inga underarter finns listade i Catalogue of Life.